# Rhizogonium pungens
Rhizogonium pungens là một loài rêu trong họ Rhizogoniaceae. Loài này được Sull. mô tả khoa học đầu tiên năm 1854.